# Štírovník tenkolistý

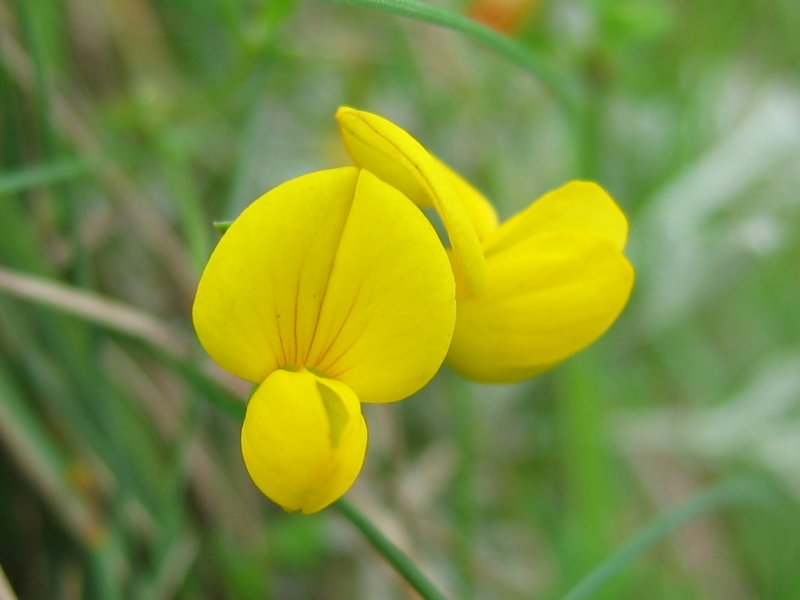
Květ

Štírovník tenkolistý (Lotus tenuis) je nevysoká, vytrvalá, v české krajině ne příliš rozšířená bylina se schopnosti růst na vlhkých, zasolených půdách. Mnohá stanoviště bývají odvodňována za účelem získání "kvalitnější půdy" a stávají se nevhodná pro jeho setrvání. To je hlavním důvodem úbytku kvetoucích rostlin a následným zařazením štírovníku tenkolistého v "Červeném seznamu cévnatých rostlin České republiky, třetí vydání" mezi ohrožené druhy (C3).

## Rozšíření
Je euroasijskou rostlinou vyskytující se téměř v celé Evropě vyjma Skandinávie, Běloruska a Pobaltí. Východním směrem je štírovník tenkolistý dále rozšířen přes evropské Rusko a Sibiř až do Střední Asie i Mongolska a přes Malou Asií do oblasti Kavkazu, na Blízký východ i sever indického subkontinentu. Je původní rostlinou i na západních územích severní Afriky. Naopak zavlečený druh je v Severní a Jižní Americe.
V přírodě ČR se vyskytuje pouze v některých oblastech, v Čechách obvykle u dolních toků Vltavy a Orlice a v podkrkonošské pánvi, na Moravě okolo řeky Dyje a roztroušeně od hranice s Rakouskem až po Olomouc. V nížinném termofytiku je hojnějším druhem než v pahorkatinách mezofytika.

## Ekologie
Je rostlinou slabě halofilní (mezohalofilní), která sice obvykle roste na zasolených stanovištích, ale dokáže růst i mimo ně, pokud jsou dostatečně vlhká. Na místech se zvýšenou slaností roste hlavně proto, že tam neroste mnoho vysokých, konkurenčně silnějších rostlin bránící přístupu světla.
Vyskytuje se na slaných mokřadech (slaniskách), na pravidelně zaplavovaných loukách a pastvinách v údolních nivách řek nebo v okolích minerálních pramenů. Nachází tam nejčastěji půdu zásaditou, těžkou, jílovitou, s vysokou hladinou podzemní vody a chudou na živiny, dusík si dokáže získat za pomoci symbiotických kořenových bakterií.

## Popis
Vytrvalá rostlina s poléhavými až vystoupavými, od báze větvenými lodyhami dlouhými 10 až 50 cm, která vyrůstá z dlouhého, kůlovitého kořene. Lodyhy jsou plné, hranaté, podélně rýhované a porostlé lichozpeřenými listy se dvěma páry lístků. Lístky jsou zelené nebo šedozelené, 3 až 11 mm dlouhé a 1 až 2 mm široké, kopinaté až čárkovité, v horním páru krátce řapíčkaté a špičaté.
Květenství jsou hlávky s asi 5 mm dlouhou stopkou vyrůstající z úžlabí listů. Na lodyze může být i šest. květenství tvořených až čtyřmi krátce stopkatými, oboupohlavnými, nevonnými květy žluté barvy. Květy mají zelený, zvonkovitý, 3 až 8 mm dlouhý kalich se shodnými, trojúhelníkovitými cípy kratšími než je kališní trubka. Koruna, o různém odstínu žluté barvy, bývá dlouhá 10 až 16 mm a pavézu a křídla mívá někdy načervenalé.V květu je deset dvoubratrých tyčinek (9 + 1), devět je srostlých nitkami do různé výšky a jedna horní je volná. Lysý semeník nese čnělku zužující se směrem k blizně. Květy opyluje létající hmyz a to cizím pylem i samosprašně.
Z opylených květů vzniknou plody, válcovité, pískovitě hnědé lusky, velké 10 až 20 × 2 až 3 mm, na průřezu okrouhlé a otvírající se ve dvou švech. Lusk obsahuje 8 až 18 kulovitých nebo nepravidelných drobných semen asi 1 mm velkých, která jsou nahnědlá, hladká a slabě lesklá.

## Význam
Štírovník tenkolistý svou přítomnosti zvyšuje nutriční hodnotu zelené píce i sena. V České republice přirozeně vyrůstá poměrně vzácně a vědomě se ke krmivářským účelům nepěstuje. Jako zavlečený druh se dobře uplatňuje na jihoamerických pampách, které bývají zaplavované a jejich částečně slaná půda je málo výživná pro mnohé kulturní traviny.
Mladé semenáčky a zralá semena obsahují pro lidi toxické kyanogenní glykosidy (lotaustralin) a neproteinové kyseliny (kanavanin). Zelená píce je však pro zvířata nezávadná.